# Primor

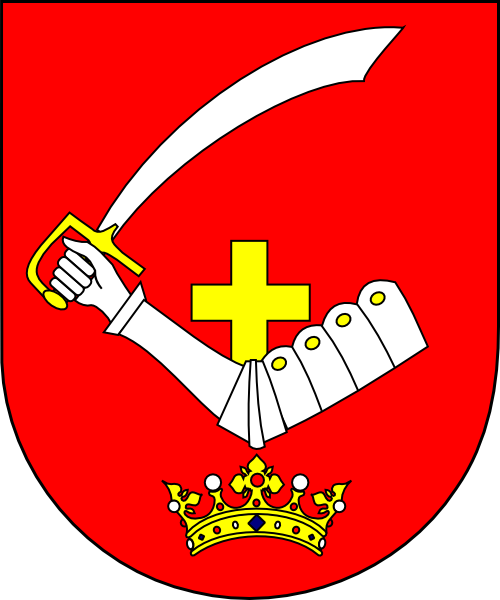
Wapen van Huis Apor, een nog levend adelsgeslacht dat van oudsher (onder andere) de titel primor voert

Primor is een Hongaarse adelstitel, welke oorspronkelijk in Szeklerland is ontstaan. Primores vormden de hoogste trede van de aristocratie in Szeklerland. In vertaling wordt de titel soms met graaf, en meestal met baron vergeleken. Er worden (vooral in oudere bronnen) weleens synoniemen gebruikt voor de titel primor: meest voorkomend zijn főnemes ("hoofdedelman"), főúr (hoofdheer), or főszékely (hoofd-Székely).

## Ontwikkeling
Van oudsher worden alle Székely, tenminste op papier, geacht tot de adelsstand te behoren. Hun adeldom verwerven zij op basis van hun land, dat zij volgens de traditionele opvatting als terra nullius (niet behorend aan een ander, inclusief niet aan de koning van Hongarije) hebben verworven. Als onderdeel van de adel, waren alle Székely persoonlijk verplicht om deel te nemen aan de verdediging van het land - wat op dat moment aan de oostgrens van Hongarije en daarmee (tenminste deels) van Christelijk Europa lag. Afhankelijk van hun mogelijkheden om aan de verdediging bij te dragen, werden de Székely verdeeld in drie rangen. De laagsten waren de pixidarii (voetsoldaten) - vrije Székely met een stukje grond, maar zonder beschikking over een paard om te berijden. Zij werden geacht in de linies mee te vechten. Welvarender lieden werden primipilus genoemd, of ook lófő (Hongaars voor "paardrijdend hoofd") of equites (analoog aan de Romeinse klasse) - zij waren vergelijkbaar met de Westerse ridders en vochten te paard mee in de cavalerie. Ten slotte kwamen de primores, de edelen met aanzienlijke stukken land en geldelijke middelen, die geacht werden aan het hoofd van hun eigen leger mee te vechten.
Later in de Middeleeuwen breidden de primores hun macht uit, ten koste van de andere twee groepen, en verkregen ze een status die vergelijkbaar was met die van de hoge adel in de rest van het koninkrijk Hongarije. Onder koning Matthias werd de status van de primores vastgelegd in de zich ontwikkelende geschreven wetten. Tegelijkertijd werden de pixidarii (vrije Székely) langzaam maar zeker tot de facto gewone boeren gereduceerd. In de zestiende eeuw, onder Stefan Bathory, waren de pixidarii niet langer vrijgesteld van belastingen, konden ze zich niet meer verkiesbaar stellen voor hogere bestuursposten  en konden ze als horigen te werk worden gesteld, waarmee dit proces ook wettelijk was voltooid. Nadat Hongarije onder het bewind van het Huis Habsburg kwam, erkende Heilig Rooms keizer Leopold I in het Diploma Leopoldinum van 1691 de geldigheid van de Transsylvaanse adelstitels, waaronder die van de primores.

## Etymologie
Het woord 'primor' wordt gesteld te komen uit het Latijnse primus, 'eerste' of 'meest vooraanstaande', mogelijk van oorsprong 'de voorsten in de militaire linies'.

## Wettelijke status in Hongarije
Na het einde van de Tweede Wereldoorlog en de bezetting van het Koninkrijk Hongarije door de Sovjet-Unie schafte het Statuut IV uit 1947 betreffende de afschaffing van bepaalde titels en rangen alle titels van de Hongaarse aristocratie voor de wet af. In de wet werd ook de titel primor specifiek genoemd. De wet is nog steeds geldend, waarmee het in Hongarije officieel verboden is om de titel primor te voeren.
Voorafgaand aan het communistische tijdperk was de koninklijke minister van binnenlandse zaken van Hongarije de regulerende instantie voor het gebruik van de titel primor. Om door de minister erkend te worden als primor, waren er vaste criteria: de kandidaat moest aantonen directe afstammeling te zijn van een familie die een onderdeel was van de hoge Székely-aristocratie vóór 1713, of moest een prinselijke adelsbrief kunnen tonen, waarin zulke status werd getoond (en van de geadresseerde van het diploma afstamming bewijzen).

## Families met de titel primor
Onder de families die de titel primor voeren (of voerden) vallen onder andere:
- Het Huis Apor (Apor de Altorja, Apor de Zalán)[8]
- Het huis Pállfy (Pállfy ab Erdőd)
- Het Huis Mikes (Mikes de Zabola)
- Het Huis Kálnoki (Kálnoki de Köröspatak)
- Het Huis Andrássy (Andrássy de Csikszentkirály)
- Het Huis Bocskai